# سیارک ۹۰۱۴
سیارک ۹۰۱۴ (به انگلیسی: 9014 Svyatorichter، نامگذاری:1985UG5) نه هزار و چهاردهمین سیارک کشف شده‌است که در ۲۲ اکتبر ۱۹۸۵ کشف شد.
قدر مطلق سیارک برابر ۱۳٫۷۰ است.